# فرانسيسكو سيرافاني
فرانسيسكو سيرافاني (بالإيطالية: Francesco Serafini)‏ هو لاعب كرة قدم إيطالي، ولد في 31 مارس 1990 في غاردياغريلي في إيطاليا. لعب مع L'Aquila 1927 ‏.